# Leucochlaena cypraota
Leucochlaena cypraota är en fjärilsart som beskrevs av George Francis Hampson 1918. Leucochlaena cypraota ingår i släktet Leucochlaena och familjen nattflyn. Inga underarter finns listade i Catalogue of Life.